# Zache
Zache o Zacha (... – dopo il 1055) fu un nobile ungherese che ricoprì la carica di palatino (in latino comes palatii) intorno al 1055, durante il regno di Andrea I d'Ungheria.
Il suo nome fu menzionato nell'atto di fondazione dell'abbazia di Tihany.